# Adolphe de Hohenlohe-Ingelfingen
Adolf Prinz zu Hohenlohe-Ingelfingen (29 janvier 1797 - 24 avril 1873) est un homme politique prussien.
Il est ministre-président de Prusse en 1862 avant d'être remplacé par Otto von Bismarck.

## Biographie
Adolphe est issu de la maison aristocratique de Hohenlohe-Ingelfingen. Il est le fils de Frédéric-Louis de Hohenlohe-Ingelfingen et son épouse Maria Amalie Christiane Charlotte comtesse von Hoym (né le 6 octobre 1763 à Mayence et mort le 20 avril 1840 à Marienhof).
Hohenlohe-Ingelfingen épouse Louise de Hohenlohe-Langenbourg (né le 22 août 1799 et mort le 17 janvier 1881), le 19 avril 1819.
Dix enfants sont nés de ce mariage, dont cinq atteignent l'âge adulte :
- Charles de Hohenlohe-Ingelfingen (né le 19 novembre 1820 à Garnberg et mort le 1er mai 1890 à Klein-Drowinowitz), fonctionnaire et homme politique prussien.
- Frédéric-Guillaume de Hohenlohe-Ingelfingen (né le 9 janvier 1826 à Koschentin et mort le 24 octobre 1895 dans la même ville), général de cavalerie prussien.
- Kraft de Hohenlohe-Ingelfingen (né le 2 janvier 1827 à Koschentin et mort le 16 janvier 1892 à Dresde), général d'artillerie prussien.
- Adélaïde de Hohenlohe-Ingelfingen (née à Koschentin le 13 mai 1830 et morte à Stuttgart le 15 février 1892), sans alliance.
- Louise de Hohenlohe-Ingelfingen (née le 25 mars 1835 à Breslau et mort le 15 juillet 1913 au pavillon de chasse de Krähberg (de)) mariée avec Alfred d'Erbach-Fürstenau.